# Alessandro Siani
Alessandro Esposito, connu sous le nom de scène Alessandro Siani, (né le 17 septembre 1975  à Naples) est un acteur, scénariste et réalisateur italien.

## Filmographie

### Cinéma

#### Acteur
- 2006 : Ti lascio perché ti amo troppo de Francesco Ranieri Martinotti
- 2006 : Natale a New York de Neri Parenti
- 2007 : Natale in crociera de Neri Parenti
- 2008 : La seconda volta non si scorda mai de Francesco Ranieri Martinotti
- 2010 : Benvenuti al Sud de Luca Miniero
- 2011 : La peggior settimana della mia vita d'Alessandro Genovesi
- 2012 : Benvenuti al Nord de Luca Miniero
- 2013 : Il principe abusivo d'Alessandro Siani
- 2014 : Si accettano miracoli d'Alessandro Siani
- 2017 : Mister Felicità d'Alessandro Siani
- 2019 :  Il giorno più bello del mondo  d'Alessandro Siani

#### Réalisateur
- 2013 : Il principe abusivo (it)
- 2014 : Si accettano miracoli (it)
- 2017 : Mister Felicità
- 2019 : Il giorno più bello del mondo (it)
- 2021 : Chi ha incastrato Babbo Natale? (it)
- 2023 : Tramite amicizia (it)
- 2024 : Succede anche nelle migliori famiglie

#### Scénariste
- 2006 : Ti lascio perché ti amo troppo, de Francesco Ranieri Martinotti
- 2008 : La seconda volta non si scorda mai de Francesco Ranieri Martinotti
- 2013 : Il principe abusivo d'Alessandro Siani
- 2017 : Mister Felicità d'Alessandro Siani
- 2019 : Il giorno più bello del mondo  d'Alessandro Siani

#### Doublage
- 2011 : Cars 2, voix de Francesco Bernoulli

## Spectacles
- Fiesta (2004)
- Tutti Bravi (2005)
- Tienimi presente (2007)
- Per Tutti (2008)
- Più di Prima (2009-2010-2011)
- Sono in zona (2011-2012-2013)